# Pilocrocis rooalis
Pilocrocis rooalis là một loài bướm đêm trong họ Crambidae.